# Ribera de Feitús
La Ribera de Feitús és un tributari del Ter que neix al lloc dit El Molinàs a Faitús a l'aiguabarreig del Torrent de les Queroses i del Torrent del Rodà i que desemboca al Ter a Llanars.
És catalogat com espai d'interès natural i connector biològic. Des de 2017, l'ajuntament de Llanars actua per renaturalitzar les riberes del riu. La zona riberenca d'una amplada de vint metres a banda i banda esta protegida. Sobretot als curs inferior prop de la desembocadura el Ter, la pressió urbanística comporta un risc de rompre la continuïtat del corredor biològic.
Va tenir unes de les darreres poblacions de llúdrigues abans l'extinció als Pirineus catalans. Com que l'hàbitat convé per a l'espècie s'espera que recolonitzarà la zona en pujar des dels aiguamolls de l'Empordà on va ser reintroduïda amb èxit. Entre d'altres espècies interessant s'hi han observat almesqueres, i respecte als ocells la merla d'aigua, cuereta torrentera, picot garser gros i pinsà borroner. A més, la riera constitueix una zona de reserva genètica de la truita del país (Salmo trutta fario).